# Королевские пограничные силы Западной Африки
Королевские пограничные силы Западной Африки, КПСЗА (англ. Royal West African Frontier Force, RWAFF) — колониальное воинское формирование в Британской Западной Африке. В ходе деколонизации части соединения стали основой при создании армий независимых Нигерии, Ганы, Сьерра-Леоне и Гамбии.

## История
С конца 1890-х по 1900 год британское управление по делам колоний для размещения гарнизонов в западноафриканских владениях приступило к формированию так называемых «пограничных сил» («Frontier Force»). При их создании учитывался опыт реорганизации египетских частей, завершённый в 1897 году. Создание воинских подразделений из числа местного населения было продиктовано угрозой французской экспансии. В первую очередь британцы обеспокоились защитой Северной Нигерии, где и началось создание пограничных сил. Организацией частей руководил Фредерик Лугард.
«Боевое крещение» западноафриканские войска получили в Первой мировой в ходе Камерунской кампании 1914—1916 годов. Здесь пограничные силы получили ценный опыт по ведению боевых действий в труднопроходимой местности при упорном сопротивлении противника. В дальнейшем западноафриканцы сражались в Германской Восточной Африке.
В интербеллум пограничные силы занимались вопросами охраны порядка в британских владениях. В 1928 году западноафриканские части были отмечены на высоком уровне, получив к наименованию «Королевские».
С началом Второй мировой колониальные силы были увеличены. В состав подразделений КПСЗА вошли 273 польских офицера. На базе частей формируется 81-я западноафриканская дивизия, которая будет участвовать в Бирманской кампании против японцев, и 82-я, которая сражалась с итальянцами в Восточной Африке.

## Униформа
Парадная форма КПСЗА была представлена мундирами цвета хаки, красными фесками, алыми безрукавками. Артиллерийские части носили синие куртки с жёлтыми тесьмами, а инженеры — красные с синей тесьмой. Африканских сержантов и прапорщиков отличала жёлтая тесьма спереди на кителях. Знаком на феске была пальма. В качестве полевой одежды носили рубашку цвета хаки, шорты с круглой кепкой. Британские офицеры КПСЗА носили форму цвета хаки из саржи или строевую форму с тропическими шлемами (позже шляпы с напуском). На кустарниковых шляпах носили зелено-черную пряжку.

## Состав
При формировании в 1900 году в состав западноафриканских сил входили:
- Полк Золотого Берега: 1 пехотный батальон и 1 батарея горной артиллерии
- Северонигерийский полк: 3 пехотных батальона (в том числе 1 конный)
- Южнонигерийский полк: 2 пехотных батальона и 2 батареи горной артиллерии
- Сьерра-леонский батальон 
  - Гамбийская рота

К концу Первой мировой войны состав был следующим:
- Полк Золотого Берега: 5 батальонов
- Нигерийский полк: 9 батальонов
- Королевский сьерра-леонский полк
- Гамбийский полк: 2 роты

В годы Второй мировой в КПСЗА входили:
- Полк Золотого Берега: 9 батальонов
- Нигерийский полк: 14 батальонов
- Сьерра-леонский полк: 3 батальона
- Гамбийский полк: 2 батальона